# Lovro Cvek
Lovro Cvek (sinh 6 tháng 7 năm 1995) là một cầu thủ bóng đá Croatia thi đấu cho Celje ở Slovenian PrvaLiga.